# A Calamitous Elopement
A Calamitous Elopement è un cortometraggio muto del 1908 diretto da David W. Griffith che ne firma anche la sceneggiatura. Fu l'ottavo film come regista di Griffith.

## Trama
Una giovane coppia si sta godendo un romantico interludio nella casa della ragazza, quando il padre li scopre e, furibondo, butta fuori di casa l'innamorato. I due giovani, allora, progettano una fuga insieme. Ma, mentre stanno per scappare, un ladro scopre i loro piani e decide di mettere a frutto la situazione per il proprio interesse.

## Produzione
Prodotto dall'American Mutoscope & Biograph, il film fu girato a New York negli studi della casa di produzione.

## Distribuzione
Il copyright del film, richiesto dall'American Mutoscope and Biograph Co., fu registrato il 27 luglio 1908 con il numero H113967.
Il film - un cortometraggio di circa dodici minuti - uscì nelle sale il 7 agosto 1908 con il sottotitolo How It Proved a Windfall for Burglar Bill. Copia della pellicola - un positivo 35 mm - viene conservata negli archivi della Library of Congress. Nel 2003, fu distribuito in DVD dalla Grapevine, compreso in un'antologia con altri dieci titoli dei primi film di Griffith (102 minuti in totale) con il titolo D.W. Griffith, Director Volume 1 (1908-1909).